# Mazières
Mazières foi uma comuna francesa na região administrativa da Nova Aquitânia, no departamento de Charente. Estendia-se por uma área de 5,87 km². Em 2010 a comuna tinha 100 habitantes (densidade: 17 hab./km²).
Em 1 de janeiro de 2019, passou a formar parte da nova comuna de Terres-de-Haute-Charente.